# Eleccions municipals de l'Uruguai de 2010
Les eleccions departamentals i municipals de l'Uruguai de 2010 es van celebrar el diumenge 9 de maig del 2010 amb la intenció d'escollir un nou intendent municipal per cada departament de la República Oriental de l'Uruguai. El país se subdivideix administrativament en dinou departaments, cadascun dels quals es troba governat per un intendent, que desenvolupa la tasca executiva, i una Junta Departamental composta per edils, que compleixen funcions legislatives.
Amb la creació d'un tercer nivell de govern, els municipis, en tot el país es van elegir 19 intendents, 589 edils, 89 alcaldes i 356 edils (concejales).

## Panorama general

Resultats finals per departament de les eleccions municipals de 2010.
Partit Nacional
Front Ampli
Partit Colorado

En les anteriors municipals de 2005, per primera vegada en la història el Front Ampli va obtenir 8 intendències, i el Partit Colorado tan sols una; els blancos van obtenir 10 (i havien apostat per tenir almenys 15).
Actualment, el panorama es presenta incert. Encara falta definir pre-candidatures, i a més en no pocs departaments és incert si l'oficialisme retindrà el govern municipal.
Tots els intendents del Front Ampli (FA) i alguns del Partit Nacional (PN), buscaran la reelecció. Com cinc intendents actuals estan en el seu segon període consecutiu, d'acord amb la Constitució de la República tenen prohibida una altra reelecció consecutiva, fet pel qual en aquests departaments necessàriament haurà d'haver una renovació.
Un altre factor a tenir en compte, és el resultat de la votació en les primàries de juny de 2009; diversos dirigents s'han sentit animats a postular-se a intendents en funció del seu nou cabal electoral, i també hi ha hagut qui, com en l'anterior ocasió, va veure frustrades les seves metes. El triomf del Front Ampli a nivell nacional el 2009 probablement implicarà el seu onatge de votants a escala local, i encara que no són directament comparables, els resultats d'aquestes eleccions poden donar indicis de la correlació de forces a nivell de cada departament.

## Alcaldes
Per la llei Num. 18.567 del 13 de setembre de 2009 es creà a l'Uruguai un tercer nivell de govern i administració nomenat municipi (castellà, municipio). Els municipis estan governats per òrgans de cinc membres. El president de l'òrgan rep el nom d'"alcalde" i els altres membres el de "regidors" (concejales). Els membres es trien per vot directe de la ciutadania en la mateixa oportunitat en la qual es trien els Intendents (intendentes) i les Juntes Departamentals. Per la llei Num. 18.653 del 15 de març de 2010 es van definir els 89 municipis (coneguts popularment com a alcaldías) en els quals estarà subdividit el país.

## Perspectives de futur
Durant la campanya de les presidencials del 2009, molt es va parlar de la convocatòria a una Assemblea Constituent; no es descarta que la mateixa formuli un canvi en les regles per a les eleccions municipals, hi ha gent que pretén tornar a celebrar-les conjuntament amb les eleccions presidencials. En aquest cas, es veuria modificat el calendari electoral de 2014-2015.

## Resultats electorals
El Partit Nacional (PN) (dreta conservadora) va obtenir 12 intendències, el Front Ampli (coalició d'esquerra) va obtenir-ne 5, i el Partit Colorado (PC) (dreta liberal) va aconseguir la victòria en dos departaments. Respecte a les eleccions del 2005, el PN ha obtingut dues intendències més tot i haver perdut a Artigas, el FA ha perdut 3 (però ha guanyat per primera vegada a Artigas) i el PC n'ha guanyat 1 (Salto, que abans era del FA). El PN recupera Treinta y Tres, Florida i Paysandú.
Pel que fa a Florida, el FA li ha guanyat al PN només per 29 vots de diferència però els vots observats finalment han donat la victòria al PN.
Com a novetat, tres dones —Patricia Ayala (FA), Ana Olivera (FA) i Adriana Peña (PN)— han estat elegides intendentes pels seus respectius departaments: Artigas, Montevideo i Lavalleja. El país mai no havia estat governat per cap intendenta elegida de forma democràtica.

### Resultats finals en xifres (per departament)
Percentatge de vots escrutats: 100%
| Departament    | Front Ampli | Partit Nacional | Partit Colorado | Partit Independent. | Assemblea Popular | En blanc | Sobres a/Fulles anul·lades | Observ. Anul·lats | Suma Vots No Observ. | Habilitats | Electe/a          |
| Artigas        | 21.842      | 19.329          | 4.574           | 60                  | 106               | 946      | 526                        | 1.872             | 48.625               | 57.804     | Patricia Ayala    |
| Canelones      | 163.505     | 70.931          | 29.430          | 3.400               | 2.072             | 17.832   | 2.093                      | 94.439            | 313.242              | 356.676    | Marcos Carámbula  |
| Cerro Largo    | 20.856      | 28.740          | 4.433           | 0                   | 59                | 953      | 525                        | 2.092             | 58.497               | 67.122     | Sergio Botana     |
| Colonia        | 27.035      | 45.093          | 8.824           | 0                   | 127               | 2.428    | 1.495                      | 1.037             | 88.219               | 99.361     | Walter Zimmer     |
| Durazno        | 10.580      | 24.021          | 2.518           | 287                 | 149               | 1.056    | 524                        | 1.875             | 39.544               | 45.979     | Benjamín Irazábal |
| Flores         | 4.462       | 11.300          | 1.936           | 129                 | 0                 | 679      | 296                        | 301               | 18.967               | 21.543     | A. Castaigndebat  |
| Florida        | 20.259      | 20.502          | 4.932           | 0                   | 138               | 1.314    | 719                        | 1.915             | 48.194               | 55.060     | Carlos Enciso     |
| Lavalleja      | 14.353      | 23.517          | 3.821           | 287                 | 52                | 1.363    | 624                        | 860               | 44.592               | 50.129     | Adriana Peña      |
| Maldonado      | 50.388      | 32.062          | 13.297          | 941                 | 167               | 3.078    | 1.976                      | 977               | 105.076              | 120.430    | O. de los Santos  |
| Montevideo     | 402.314     | 173.276         | 157.403         | 11.343              | 9.872             | 66.251   | 35.921                     | 5.728             | 875.106              | 1.056.171  | Ana Olivera       |
| Paysandú       | 31.904      | 32.676          | 5.649           | 0                   | 398               | 1.985    | 1.157                      | 2.925             | 74.710               | 89.428     | Bertil Bentos     |
| Río Negro      | 13.287      | 15.265          | 5.523           | 0                   | 0                 | 879      | 520                        | 590               | 35.984               | 41.776     | Omar Lafluf       |
| Rivera         | 14.074      | 17.918          | 34.141          | 0                   | 0                 | 1.449    | 529                        | 19                | 68.221               | 78.984     | Marne Osorio      |
| Rocha          | 26.563      | 15.201          | 3.902           | 218                 | 271               | 1.954    | 900                        | 118               | 50.574               | 57.972     | Artigas Barrios   |
| Salto          | 33.036      | 10.166          | 34.102          | 570                 | 102               | 1.941    | 863                        | 1.955             | 81.572               | 96.875     | Germán Coutinho   |
| San José       | 22.219      | 38.101          | 2.637           | 433                 | 318               | 2.192    | 1.105                      | 1.594             | 68.359               | 77.046     | José L. Falero    |
| Soriano        | 19.074      | 31.952          | 3.630           | 320                 | 170               | 1.777    | 876                        | 1.764             | 59.541               | 68.722     | Guillermo Besozzi |
| Tacuarembó     | 14.873      | 42.694          | 3.227           | 0                   | 0                 | 1.350    | 543                        | 2.117             | 63.515               | 73.288     | Wilson Ezquerra   |
| Treinta y Tres | 14.165      | 17.144          | 1.835           | 100                 | 85                | 592      | 372                        | 1.418             | 34.590               | 39.388     | Dardo Sánchez     |
| Total          | 924.789     | 669.888         | 325.814         | 18.088              | 14.086            | 110.019  | 51.564                     | 123.596           | 2.177.128            | 2.553.754  |                   |